# Boeing E-767
El Boeing E-767 es un avión militar bimotor a reacción de ala baja fabricado por la compañía estadounidense Boeing para la realización de misiones de alerta temprana y control aerotransportado (AWACS). El diseño del E-767 responde a los requerimientos de la Fuerza Aérea de Autodefensa de Japón, que buscaba las características de los sistemas del Boeing E-3 Sentry, instalados en la plataforma del avión de pasajeros Boeing 767-200.

## Historia operacional
El primer Boeing E-767 realizó su primer vuelo el 4 de octubre de 1994 en Paine Field (Washington, Estados Unidos), aunque la primera vez que voló con la cúpula rotativa instalada no fue hasta el 9 de agosto de 1996.
Las dos primeras unidades entregadas a la Fuerza Aérea de Autodefensa de Japón fueron recibidas por esta el 11 de marzo de 1998, teniendo que esperar hasta el 5 de enero de 1999 para recibir las dos restantes. El 10 de mayo de 2000, los cuatro E-767 pasaron a formar parte el Escuadrón 601 perteneciente al Grupo de Alerta Aérea Temprana (AEWG por sus siglas en inglés), que opera desde la Base Aérea de Hamamatsu.

## Operadores
Japón

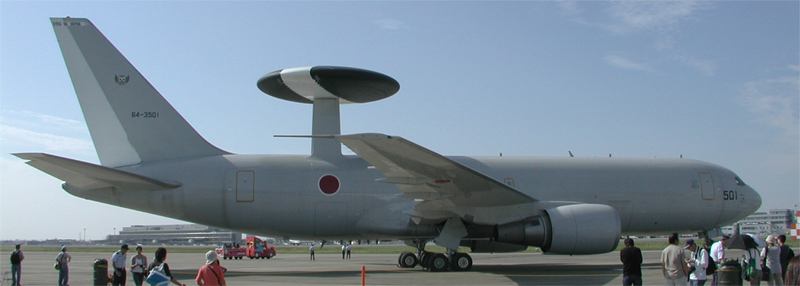
Vista lateral de uno de los Boeing E-767 de la Fuerza Aérea de Autodefensa de Japón.

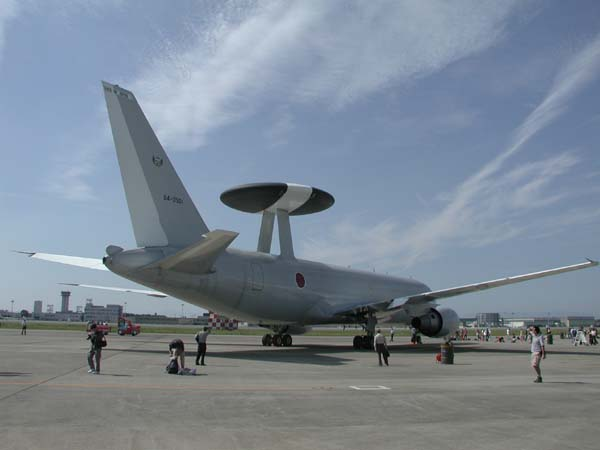
Vista trasera de uno de los Boeing E-767 de la Fuerza Aérea de Autodefensa de Japón.

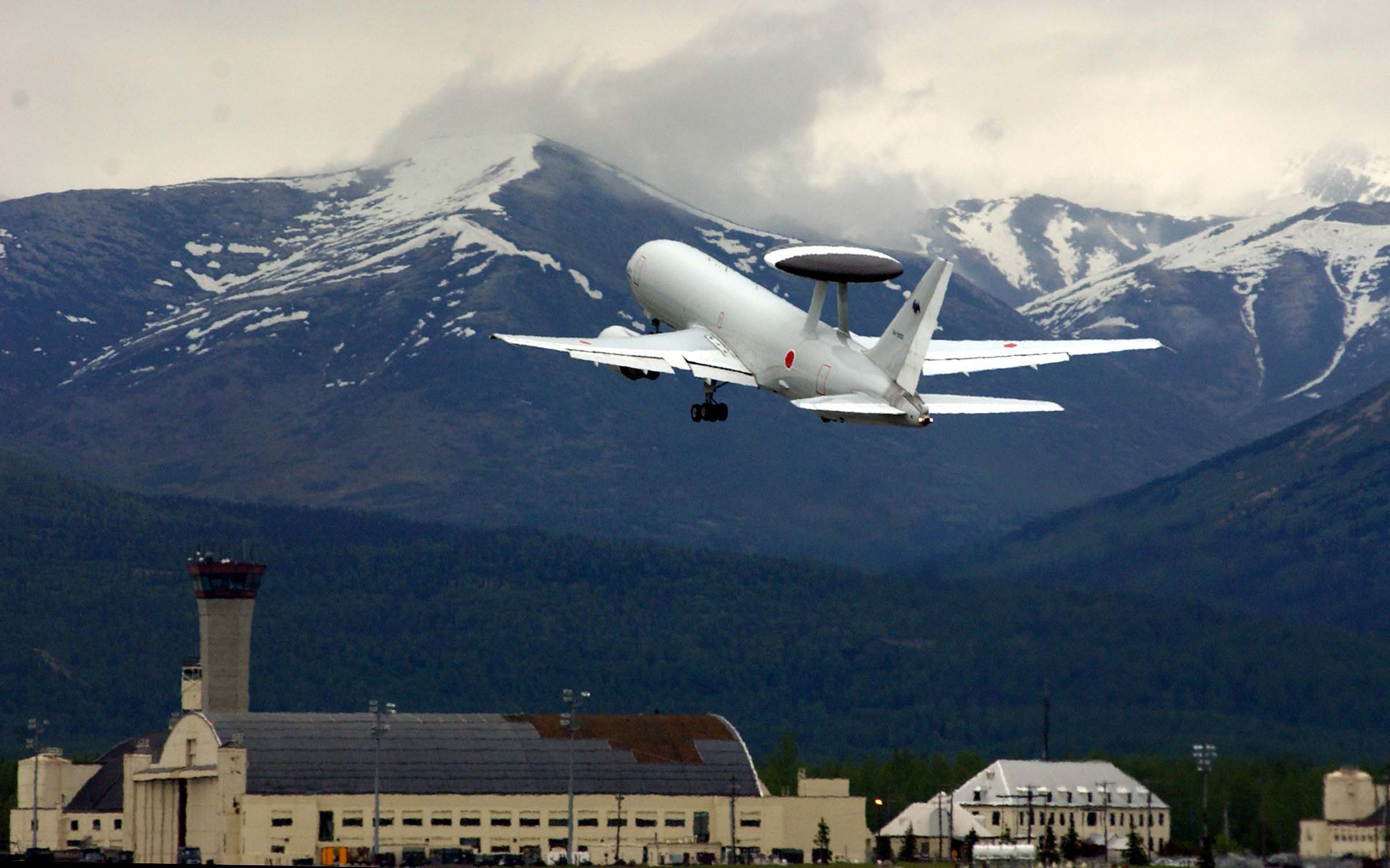
Boeing E-767 en Base de la Fuerza Aérea Eielson, 2003.

- Fuerza Aérea de Autodefensa de Japón: opera las cuatro unidades fabricadas hasta el momento del E-767, aunque inicialmente el pedido fue de dos unidades en 1992, siendo ampliado a cuatro en 1994.[2] También operan en esta fuerza aérea cuatro unidades de la variante de reabastecimiento en vuelo, denominada Boeing KC-767.[3][4]

## Especificaciones

### Características generales
- Tripulación: Dos (pilotos) y 8-10 operarios de misión
- Longitud: 48,5 m (159,1 ft)
- Envergadura: 47,6 m (156,2 ft)
- Altura: 15,8 m (51,8 ft)
- Peso vacío: 85 595 kg (188 651,4 lb)
- Peso cargado: 128 870 kg (284 029,5 lb)
- Peso máximo al despegue: 175 000 kg (385 700 lb)
- Planta motriz: 2× turbofán General Electric CF6-80C2.
  - Empuje normal: 282 kN (28 756 kgf; 63 396 lbf) de empuje cada uno.

### Rendimiento
- Velocidad máxima operativa (Vno): 915 km/h (569 MPH; 494 kt)
- Velocidad crucero (Vc): 851 km/h (529 MPH; 460 kt)
- Alcance: 10 370 km (5599 nmi; 6444 mi)
- Techo de vuelo: 12 200 m (40 026 ft)

### Aviónica
- Radar PESA multifunción AN/APY-2 fabricado por Northrop Grumman con programa de mejora RSIP

## Aeronaves relacionadas

### Desarrollos relacionados
- Boeing 767
- Boeing KC-767
- Northrop Grumman E-10 MC2A

### Aeronaves similares
- KJ-2000
- Boeing 737 AEW&C
- Boeing E-3 Sentry
- Beriev A-50